# Линия Осиагэ (Кэйсэй)
Линия Осиагэ (яп. 京成押上線 кэйсэй осиагэ сэн) — железнодорожная линия частного японского железнодорожного оператора Keisei Electric Railway в Токио. Линия протянулась на 5,7 километра от станции Кэйсэй-Осиагэ в специальном районе Сумида до станции Аото в специальном районе Кацусика.

## Виды обслуживания
Rapid Limited Express (яп. 快速特急 кайсоку токкю) (RL) и Limited Express (яп. 特急 токкю) (LE)
Останавливаются только на станциях Осиагэ и Аото.
Airport Rapid (яп. 空港快速 ку:ко: кайсоку)
Сквозное сообщение между линиями Кэйсэй и Асакуса. Секцию метрополитена проезжает как скорый поезд.
Rapid (яп. 快速 кайсоку)
Сквозное сообщение с линией Кэйсэй. Останавливаются только на станциях Осиагэ и Аото.
Express (яп. 急行 кю:ко:)
Сквозное сообщение с линией Хокусо. Останавливается на станциях Осиагэ, Хикифунэ, Татэиси и Аото.
Local (яп. 各駅停車 или 普通 какуэкитэйся или фуцу:)
Останавливается на всех станциях линии Осиагэ.

## Станции
- Все станции расположены в Токио.
- ●：Останвливается、│：Проезжает

| Код станции        | Станция            | Между станциями    | От конечной        | Rapid | Express | Limited Express | Airport Rapid | Rapid Limited Express | Пересадки | Расположение |
| ------------------ | ------------------ | ------------------ | ------------------ | --- | --- | --- | --- | --- | --- | --- |
| Сквозное сообщение | Сквозное сообщение | Сквозное сообщение | Сквозное сообщение | ○Линия Асакуса до станции Ниси-Магомэ ○Keikyu Corporation Линия Кэйкю от станции Урага ○Keikyu Corporation Линия Аэропорт до станции Аэропорт Ханэда ○Keikyu Corporation Линия Курихама до станции Мисакигути ○Keikyu Corporation Линия Дзуси от станции Син-Дзуси | ○Линия Асакуса до станции Ниси-Магомэ ○Keikyu Corporation Линия Кэйкю от станции Урага ○Keikyu Corporation Линия Аэропорт до станции Аэропорт Ханэда ○Keikyu Corporation Линия Курихама до станции Мисакигути ○Keikyu Corporation Линия Дзуси от станции Син-Дзуси | ○Линия Асакуса до станции Ниси-Магомэ ○Keikyu Corporation Линия Кэйкю от станции Урага ○Keikyu Corporation Линия Аэропорт до станции Аэропорт Ханэда ○Keikyu Corporation Линия Курихама до станции Мисакигути ○Keikyu Corporation Линия Дзуси от станции Син-Дзуси | ○Линия Асакуса до станции Ниси-Магомэ ○Keikyu Corporation Линия Кэйкю от станции Урага ○Keikyu Corporation Линия Аэропорт до станции Аэропорт Ханэда ○Keikyu Corporation Линия Курихама до станции Мисакигути ○Keikyu Corporation Линия Дзуси от станции Син-Дзуси | ○Линия Асакуса до станции Ниси-Магомэ ○Keikyu Corporation Линия Кэйкю от станции Урага ○Keikyu Corporation Линия Аэропорт до станции Аэропорт Ханэда ○Keikyu Corporation Линия Курихама до станции Мисакигути ○Keikyu Corporation Линия Дзуси от станции Син-Дзуси | ○Линия Асакуса до станции Ниси-Магомэ ○Keikyu Corporation Линия Кэйкю от станции Урага ○Keikyu Corporation Линия Аэропорт до станции Аэропорт Ханэда ○Keikyu Corporation Линия Курихама до станции Мисакигути ○Keikyu Corporation Линия Дзуси от станции Син-Дзуси | ○Линия Асакуса до станции Ниси-Магомэ ○Keikyu Corporation Линия Кэйкю от станции Урага ○Keikyu Corporation Линия Аэропорт до станции Аэропорт Ханэда ○Keikyu Corporation Линия Курихама до станции Мисакигути ○Keikyu Corporation Линия Дзуси от станции Син-Дзуси |
| KS45               | Осиагэ             | -                  | 0.0                | ● | ● | ● | ● | ● | Toei： Линия Асакуса (A-20) Tobu Railway：Линия Исэсаки Tokyo Metro： Линия Хандзомон (Z-14) | Сумида |
| KS46               | Кэйсэй-Хикифунэ    | 1.1                | 1.1                | │ | ● | │ | │ | │ | | Сумида |
| KS47               | Яхиро              | 1.3                | 2.4                | │ | │ | │ | │ | │ | | Сумида |
| KS48               | Ёцуги              | 0.7                | 3.1                | │ | │ | │ | │ | │ | | Кацусика |
| KS49               | Кэйсэй-Татэиси     | 1.5                | 4.6                | │ | ● | │ | │ | │ | | Кацусика |
| KS09               | Аото               | 1.1                | 5.7                | ● | ● | ● | ● | ● | Keisei Electric Railway：Линия Кэйсэй | Кацусика |
| Сквозное сообщение | Сквозное сообщение | Сквозное сообщение | Сквозное сообщение | ○Линия Кэйсэй до станции Аэропорт Нарита ○Линия Хокусо до станции Имба-Нихон-Идай ○Shibayama Railway Line до станции Сибаяма-Тиёда ○Линия Аэропорт Нарита до станции Аэропорт Нарита                                                                               | ○Линия Кэйсэй до станции Аэропорт Нарита ○Линия Хокусо до станции Имба-Нихон-Идай ○Shibayama Railway Line до станции Сибаяма-Тиёда ○Линия Аэропорт Нарита до станции Аэропорт Нарита                                                                               | ○Линия Кэйсэй до станции Аэропорт Нарита ○Линия Хокусо до станции Имба-Нихон-Идай ○Shibayama Railway Line до станции Сибаяма-Тиёда ○Линия Аэропорт Нарита до станции Аэропорт Нарита                                                                               | ○Линия Кэйсэй до станции Аэропорт Нарита ○Линия Хокусо до станции Имба-Нихон-Идай ○Shibayama Railway Line до станции Сибаяма-Тиёда ○Линия Аэропорт Нарита до станции Аэропорт Нарита                                                                               | ○Линия Кэйсэй до станции Аэропорт Нарита ○Линия Хокусо до станции Имба-Нихон-Идай ○Shibayama Railway Line до станции Сибаяма-Тиёда ○Линия Аэропорт Нарита до станции Аэропорт Нарита                                                                               | ○Линия Кэйсэй до станции Аэропорт Нарита ○Линия Хокусо до станции Имба-Нихон-Идай ○Shibayama Railway Line до станции Сибаяма-Тиёда ○Линия Аэропорт Нарита до станции Аэропорт Нарита                                                                               | ○Линия Кэйсэй до станции Аэропорт Нарита ○Линия Хокусо до станции Имба-Нихон-Идай ○Shibayama Railway Line до станции Сибаяма-Тиёда ○Линия Аэропорт Нарита до станции Аэропорт Нарита                                                                               |